# Mohamed Amine Madani
Mohamed Amine Madani (en arabe : محمد الأمين مدانى) est un footballeur international algérien né le 20 mars 1993 à Oran. Il joue au poste de défenseur central à la JS Kabylie.

## Carrière
En juillet 2019, il signe, en première division tunisienne, avec le CS Chebba.
En juillet 2024, il s'engage, pour trois saisons, avec la JS Kabylie.

## Statistiques

### En club
| Saison                | Club                  | Championnat           | Championnat | Championnat | Championnat | Coupe nationale | Coupe nationale | Coupe nationale | Coupe de la Ligue | Coupe de la Ligue | Coupe de la Ligue | Compétition(s) continentale(s) | Compétition(s) continentale(s) | Compétition(s) continentale(s) | Compétition(s) continentale(s) | Total | Total | Total |
| Saison                | Club                  | Division              | M.          | B.          | P.d.        | M.              | B.              | P.d.            | M.                | B.                | P.d.              | Comp.                          | M.                             | B.                             | P.d.                           | M.    | B.    | P.d.  |
| 2014-2015             | MC El Eulma (prêt)    | Ligue 1               | 1           | 0           | 0           | -               | -               | -               | -                 | -                 | -                 | -                              | -                              | -                              | -                              | 1     | 0     | 0     |
| 2015-2016             | MC El Eulma (prêt)    | Ligue 2               | 29          | 0           | 0           | 2               | 1               | 0               | -                 | -                 | -                 | CAF                            | 3                              | 0                              | 0                              | 34    | 1     | 0     |
| Sous-total            | Sous-total            | Sous-total            | 30          | 0           | 0           | 2               | 1               | 0               | -                 | -                 | -                 | -                              | 3                              | 0                              | 0                              | 35    | 1     | 0     |
| 2016-2017             | USM El Harrach (prêt) | Ligue 1               | 28          | 0           | 0           | 2               | 0               | 0               | -                 | -                 | -                 | -                              | -                              | -                              | -                              | 30    | 0     | 0     |
| 2017-2018             | JS Saoura             | Ligue 1               | 19          | 0           | 1           | 3               | 0               | 0               | -                 | -                 | -                 | -                              | -                              | -                              | -                              | 22    | 0     | 1     |
| 2018-2019             | MC El Eulma           | Ligue 2               | 19          | 1           | 0           | -               | -               | -               | -                 | -                 | -                 | -                              | -                              | -                              | -                              | 19    | 1     | 0     |
| 2019-2020             | CS Chebba             | Ligue 1 Pro           | 22          | 2           | 0           | 4               | 0               | 0               | -                 | -                 | -                 | -                              | -                              | -                              | -                              | 26    | 2     | 0     |
| 2020-2021             | NC Magra              | Ligue 1               | 4           | 0           | 0           | -               | -               | -               | 3                 | 0                 | 1                 | -                              | -                              | -                              | -                              | 7     | 0     | 1     |
| 2021-2022             | NC Magra              | Ligue 1               | 11          | 0           | 0           | -               | -               | -               | -                 | -                 | -                 | -                              | -                              | -                              | -                              | 11    | 0     | 0     |
| Sous-total            | Sous-total            | Sous-total            | 15          | 0           | 0           | -               | -               | -               | 3                 | 0                 | 1                 | -                              | -                              | -                              | -                              | 18    | 0     | 1     |
| 2022-2023             | CS Constantine        | Ligue 1               | 28          | 5           | 0           | -               | -               | -               | -                 | -                 | -                 | -                              | -                              | -                              | -                              | 28    | 5     | 0     |
| 2023-2024             | CS Constantine        | Ligue 1               | 23          | 1           | 0           | 3               | 1               | 0               | -                 | -                 | -                 | CAF                            | 2                              | 0                              | 0                              | 28    | 2     | 0     |
| Sous-total            | Sous-total            | Sous-total            | 51          | 6           | 0           | 3               | 1               | 0               | -                 | -                 | -                 | -                              | 2                              | 0                              | 0                              | 56    | 7     | 0     |
| 2024-2025             | JS Kabylie            | Ligue 1               | 23          | 3           | 2           | -               | -               | -               | -                 | -                 | -                 | -                              | -                              | -                              | -                              | 23    | 3     | 2     |
| Total sur la carrière | Total sur la carrière | Total sur la carrière | 207         | 12          | 3           | 14              | 2               | 0               | 3                 | 0                 | 1                 | -                              | 5                              | 0                              | 0                              | 229   | 14    | 4     |

### En sélection nationale
| Saison                | Sélection             | Phases finales        | Phases finales | Phases finales | Phases finales | Éliminatoires CDM | Éliminatoires CDM | Éliminatoires CDM | Éliminatoires CAN | Éliminatoires CAN | Éliminatoires CAN | Matchs amicaux | Matchs amicaux | Matchs amicaux | Total | Total | Total |
| Saison                | Sélection             | Compétition           | M              | B              | Pd             | M                 | B                 | Pd                | M                 | B                 | Pd                | M              | B              | Pd             | M     | B     | Pd    |
| --------------------- | --------------------- | --------------------- | -------------- | -------------- | -------------- | ----------------- | ----------------- | ----------------- | ----------------- | ----------------- | ----------------- | -------------- | -------------- | -------------- | ----- | ----- | ----- |
| 2023-2024             | Algérie               | -                     | -              | -              | -              | 1                 | 0                 | 0                 | -                 | -                 | -                 | 1              | 0              | 0              | 2     | 0     | 0     |
| 2024-2025             | Algérie               | -                     | -              | -              | -              | 0                 | 0                 | 0                 | 1                 | 0                 | 0                 | 1              | 0              | 0              | 2     | 0     | 0     |
| Total sur la carrière | Total sur la carrière | Total sur la carrière | -              | -              | -              | 1                 | 0                 | 0                 | 1                 | 0                 | 0                 | 2              | 0              | 0              | 4     | 0     | 0     |

### Matchs internationaux
Le tableau suivant liste les rencontres de l'équipe d'Algérie dans lesquelles Mohamed Amine Madani a été sélectionné depuis le 26 mars 2024 jusqu'à présent.

## Palmarès

### En club
| JS Saoura                          | NC Magra                                 | CS Constantine                     | JS Kabylie                         |
| ---------------------------------- | ---------------------------------------- | ---------------------------------- | ---------------------------------- |
| - Ligue 1 : - Vice-champion : 2018 | - Coupe de la Ligue : - Finaliste : 2021 | - Ligue 1 : - Vice-champion : 2023 | - Ligue 1 : - Vice-champion : 2025 |